# Кухня польско-литовских татар
Кухня польско-литовских татар — тип национальной кухни проживающих в Польше, Белоруссии и Литве татар.
Блюда польско-литовских татар были известны ещё в XVII веке. В частности, о них писал известный турецкий путешественник Эвлия Челеби в своей книге «Сейяхат-наме».
Кухню польско-литовских татар можно условно разделить на традиционную (пятничную и праздничную) и обрядовую. Повседневный татарский стол, в отличие от праздничного, незначительно отличается от стола других народов Польши, Литвы и Белоруссии, с некоторыми определенными особенностями. Так татары употребляют мясо чаще, чем другие коренные народы. Традиция сохранилась с давних времен, когда основным рационом были мясные и молочные продукты. Татары отдавали предпочтение баранине, говядине и гусятине. В то же время, в отличие от поволжских и крымских татар, с давних времен перестали употреблять конину, хотя мусульманское религиозное право позволяло употреблять её в пищу в случае голода или войны (в отличие от свинины, которая в исламе считается харамом).
В исследованиях, проведенных в XIX веке по польско-литовских татарам, отмечались оригинальные способы сушки и копчения мяса, которые были распространены на западе Белоруссии, где также отмечалось разведение гусей. Данный способ был известен в XIII и XIV веках и был свойствен кыпчакских народам, в особенности, ногайцам, но в то же время, как отмечалось в исследованиях, он считался особенностью заимствованной из материальной культуры османских турок при посещении в XVIII-XIX веках Османской империи. 
Среди традиционных татарских блюд, которые употребляются и сегодня, можно назвать гальму, джайму, баурсаки, палючастое (поливку с мясом) и перекачваники с сыром. Особой популярностью пользуется тутыргантавык — курица, фаршированная яйцами и молоком, которую чаще всего готовят к особым торжествам. 
Значительное место в питании татар занимали молочные продукты. Из молока делали сузьму, эремчик и корт (вид творога), катык (сырокваша из топленого молока), каймак (сметана). Масло, приготовленное татарами, имело отличное качество и пользовалось большим спросом на белорусских рынках, как впрочем и сейчас.
Также есть место и блюдам из рыб. Из мелкой речной рыбы готовится тэбэ — запеканка с яйцом. Овощи чаще всего используются в виде начинок и приправ.

## Классические блюда
- Бишбармак — отварное мясо с лапшой и луком, которые подают на тарелке.
- Перекочевник — тонкораскатанное бездрожжевое тесто, которое кладут пластами, каждый из которых смазывают маслом и приправами, в качестве начинки используют рубленное мясо с добавлением большого количества лука и сырого жира.
- Пшённая каша.
- Джайма — небольшие, приготовленные из пшеничной муки, блинчики, которые раздавали участникам похоронного или поминального обряда.
- Кулдуны — местный вариант пельменей с добавлением говяжьего жира и лука.
- Бифштекс.
- Трыбушок — бараний желудок, начиненный мелко нарезанным картофелем и кусочками ягнятины, телятины и говядины.
- Кибинай — пирожок из слоенного теста.
- Шимталапис — сдобный пирог из тонкого теста.